# Alaincourt-la-Côte
Alaincourt-la-Côte là một xã trong vùng Grand Est, thuộc tỉnh Moselle, quận Château-Salins, tổng Delme. Tọa độ địa lý của xã là 48° 53' vĩ độ bắc, 06° 20' kinh độ đông. Alaincourt-la-Côte nằm trên độ cao trung bình là 250 mét trên mực nước biển, có điểm thấp nhất là 195 mét và điểm cao nhất là 399 mét. Xã có diện tích 4,17 km², dân số vào thời điểm 1999 là 91 người; mật độ dân số là 21 người/km².

## Thông tin nhân khẩu
| 1962 | 1968 | 1975 | 1982 | 1990 | 1999 |
| ---- | ---- | ---- | ---- | ---- | ---- |
| 92   | 110  | 82   | 85   | 82   | 91   |